# 마르셀 할스텐베르크
마르셀 할스텐베르크(독일어: Marcel Halstenberg, 1991년 9월 27일 ~ )는 독일의 축구 선수로 포지션은 레프트백이다. 현재 2. 분데스리가의 하노버 96에서 활약하고 있다.

## 클럽 경력
리저브팀과 2부팀을 전전하던 할스텐베르크는 2015년 8월 31일 RB 라이프치히와 4년 계약을 맺었다. 이적한 첫 시즌 라이프치히는 분데스리가로 승격에 성공했고, 할스텐베르크는 처음으로 1부리그 무대를 밟게 되었다.